# Synodontis ornatissimus
Synodontis ornatissimus là tên của một loài cá da trơn bơi lộn ngược và là loài đặc hữu của Cộng hòa Dân chủ Congo, tại đó, chúng thường sinh sống ở đập sông Ubangi. Vào năm 1982, nhà sinh vật học Jean-Pierre Gosse đã mô tả loài cá này dựa trên mẫu vật thu thập được ở Poko, Cộng hòa Dân chủ Congo. Tên loài ornatissimus có nghĩa là "rất nhiều hoa văn", ý chỉ màu sắc trên cơ thể nó có nhiều đốm đen trên cơ thể và vây lưng, cùng với sọc đen trên đuôi.

## Mô tả
Tương tự như tất cả các loài trong chi Synodontis, phần xương trên đầu của nó trải rộng ra phía sau giống như tia vây đầu tiên của vây lưng và có gai cứng, có thể mở rộng ra khi mở mang. Chúng có 3 cặp râu, 1 cặp ở hàm trên, 2 cặp còn lại ở hàm dưới. Vây mỡ (phần vây nằm giữa vây lưng và vây đuôi) thì to còn vây đuôi thì chia ra làm hai.
Vây ngực và vây lưng thì có gai, và nó có thể di chuyển theo ý muốn của nó hoặc "khóa" lại tại một điểm để tự vệ. Khả năng này có được là do gai dính với những cái xương nhỏ, một khi giương cái gai lên thì không bị hạ xuống bởi áp lực ở đỉnh gai.
Hàm trên của chúng có răng hình cái đục, còn hàm dưới thì có những cái răng có thể di chuyển, hình chữ S.
Khi trưởng thành, chúng có thể đạt đến chiều dài 21,1 xentimét (8,3 in). Nhìn chung thì con cái to hơn con đực dù cùng lứa tuổi với nhau.

## Môi trường sống và tập tính
Trong tự nhiên, Synodontis cuangoanus chỉ được tìm thấy ở lưu vực sông Congo. Nó bị đánh bắt vì mục đích tiêu dùng và hiện đang đối mặt với sự đe dọa do ô nhiễm môi trường gây ra bởi việc đào mỏ, phá rừng và đánh bắt cá bằng thực vật có chất độc.
Tương tự như nhiều loài cùng chi, chúng là loài ăn tạp như ấu trùng côn trùng, tảo, động vật chân bụng, động vật giáp xác, sò và trứng của những loài cá khác. Hành vi sinh sản của hầu hết các loài trong chi Synodontis thì hầu như chưa được biết đến, ngoài ra, người ta còn có được số lượng trứng của các cá thể cái mang thai. Mùa sinh sản thì có lẽ diễn ra vào mùa lũ từ tháng 7 đến tháng 10, rồi chúng bắt cặp và bơi cùng nhau đến hết mùa sinh sản. Tốc độ phát triển của chúng tăng nhanh vào năm đầu tiên rồi giảm dần theo từng năm.